# Mnais pruinosa
Mnais pruinosa är en trollsländeart. Mnais pruinosa ingår i släktet Mnais och familjen jungfrusländor. IUCN kategoriserar arten globalt som livskraftig.

## Underarter
Arten delas in i följande underarter:
- M. p. costalis
- M. p. edai
- M. p. nawai
- M. p. pruinosa

## Bildgalleri

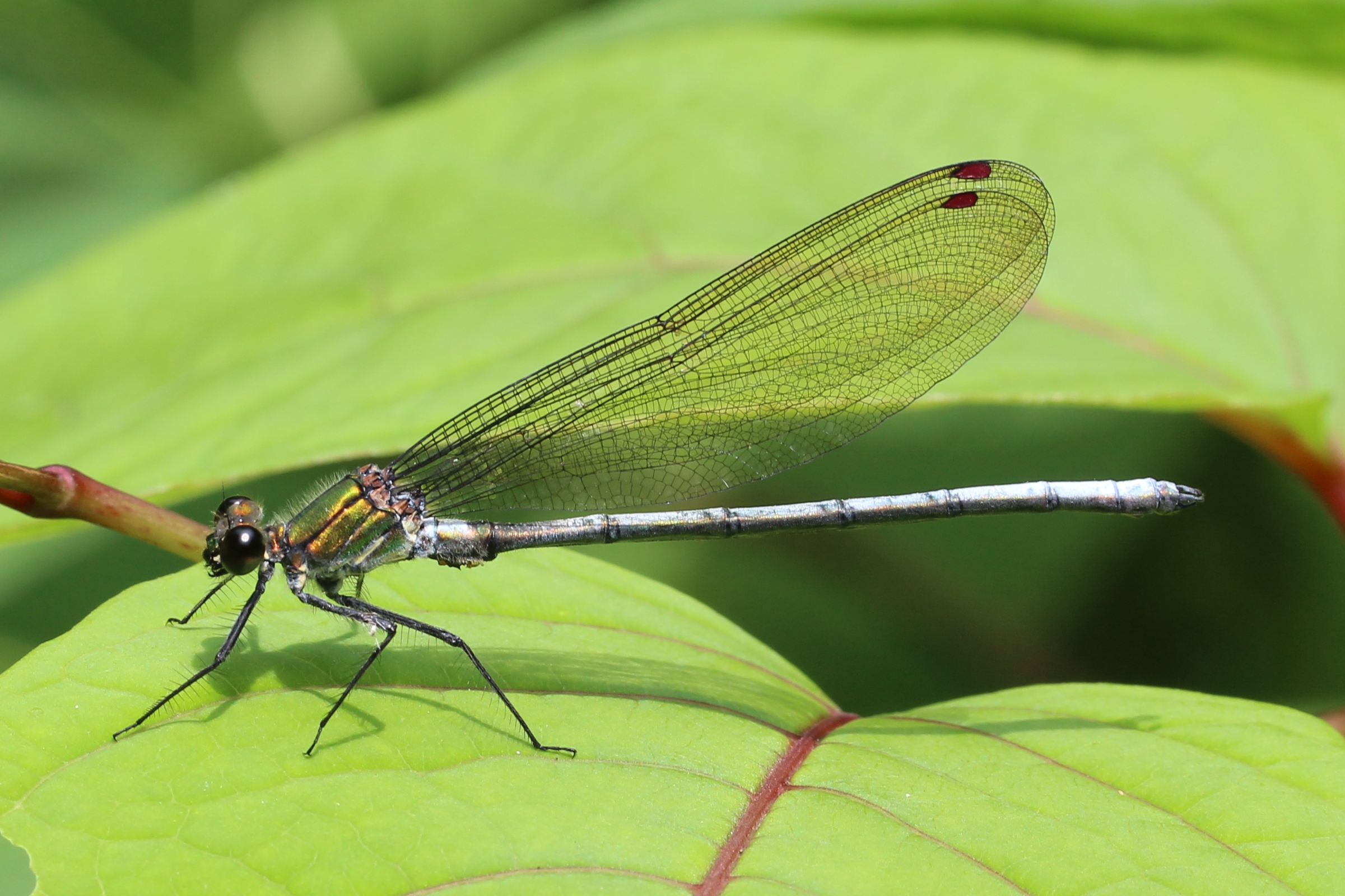
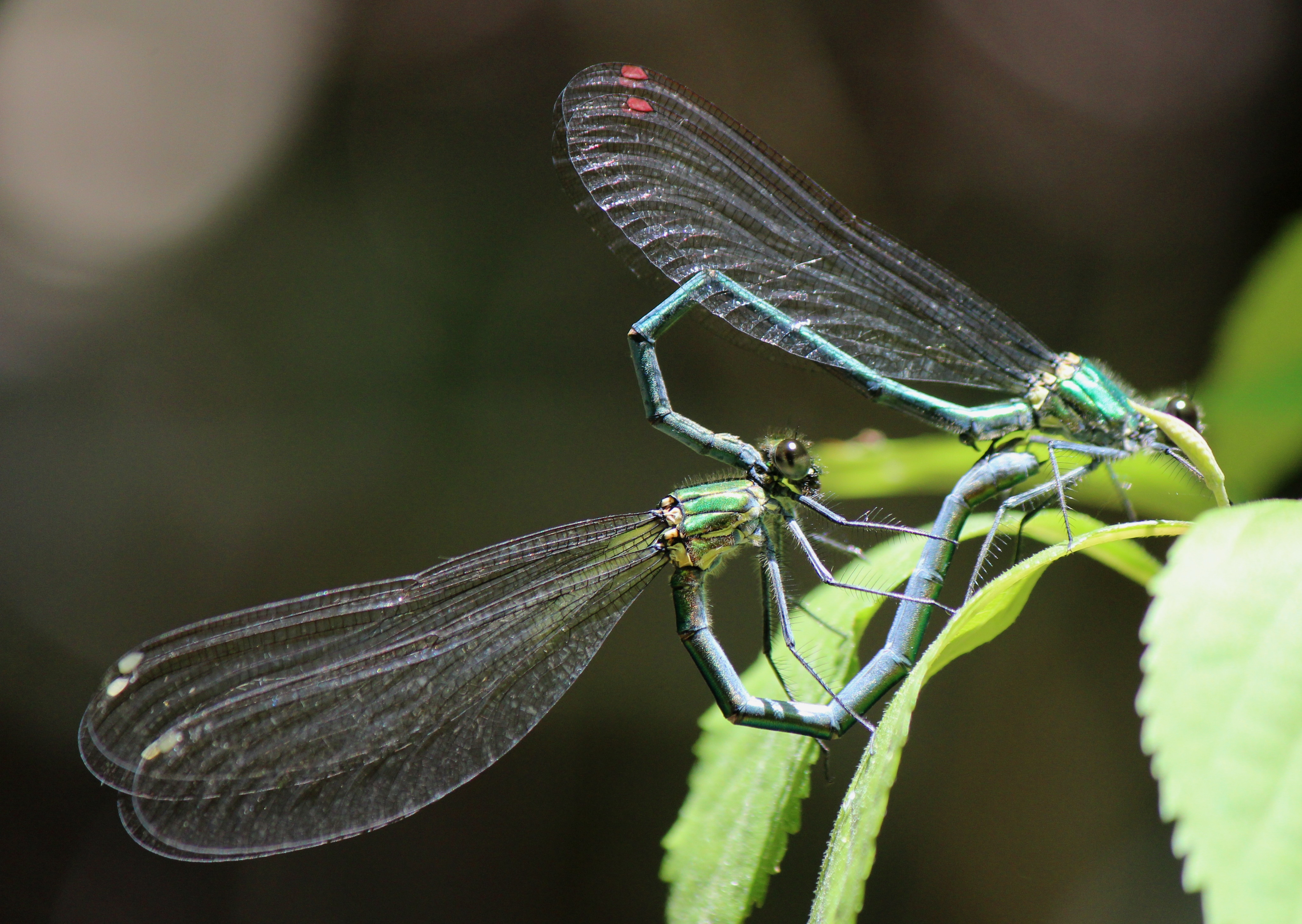